# Església del Sagrat Cor de Burjassot
L'església parroquial del Sagrat Cor és un temple catòlic situat al carrer Teodor Llorente, 9, al municipi de Burjassot. És un Bé de Rellevància Local amb identificador nombre 46.13.078-006.

## Història
Es va erigir com a parròquia el 29 de desembre de 1953.

## Descripció
L'església compta amb un campanar junt a la façana principal. Té dos cossos, un sense decoració adossat al temple i un altre amb quatre finestres per campanes i un balcó enfront de cadascuna. El campanar té dues campanes, la més gran, de 152 kg i orientada a la façana principal i la menuda, de 79 kg orientada a la teulada del temple.